# Теория на обществения избор
Теорията на публичния избор или публичният избор е използването на икономически средства за справяне с традиционните проблеми на политическата наука, включително и политическото поведение. В рамките на политологията теорията на публичния избор е подраздел на позитивната политическа теория, която разглежда гласоподавателите, политиците и бюрократите като основни заинтересовани страни. По-специално, тя изучава тези деятели и техните взаимодействия в социалната система или като такива, или като възникнали под въздействието на алтерантивни законни принципи (правила). Те може да бъдат представени по различни форми, някои от които са максимизирането на полезността при нормални ограничения (бюджетно ограничение например), теория на игрите или теория на решенията. Анализът на публичния избор споделя черти на позитивния анализ („какво е“), но често се проявява и като нормативен („какво трябва да е“), за да установи проблем или да предостави възможно решение за това как системата би могла да бъде подобрена чрез промени в конституционните разпоредби, което е и предмет на конституционалната икономика.